# Línia evolutiva de Venonat
Aquesta línia evolutiva de Pokémon inclou Venonat i Venomoth.

## Venonat
Venonat és una de les espècies que apareixen a la franquícia Pokémon, una sèrie de videojocs, anime, mangues, llibres, cartes col·leccionables i altres mitjans que va ser inventada per Satoshi Tajiri i ha generat milers de milions de dòlars en beneficis per a Nintendo i Game Freak. És de tipus bestiola i verí. Evoluciona en Venomoth.

### Característiques
Viu entre les ombres d'arbres alts, on menja insectes. Li atrau la llum a la nit. En el joc Pokémon Go es necessiten 50 caramels de Venonat per evolucionar-lo a Venomoth.

## Venomoth
Venomoth és una de les espècies que apareixen a la franquícia Pokémon, una sèrie de videojocs, anime, mangues, llibres, cartes col·leccionables i altres mitjans que va ser inventada per Satoshi Tajiri i ha generat milers de milions de dòlars en beneficis per a Nintendo i Game Freak. És de tipus bestiola i verí. Evoluciona de Venonat.